# Гусёлка 2-я
Гусёлка 2-я — посёлок на территории Волжского района Саратова. Граничит с Усть-Курдюмским и Расковским муниципальными образованиями со статусом сельского поселения Саратовского района Саратовской области. Посёлок расположен на берегу одноимённой реки 2-я Гусёлка. Почтовый индекс — 410050.

## Промышленность
На территории посёлка находится завод керамического кирпича «Римкер» и предприятие «Керамика-Стема». Также работает полигон промышленных отходов.

## Экология
В непосредственной близости от посёлка находится Гусельский полигон промышленных отходов. Он считается крупнейшим полигоном в Саратове. Ежегодно на нём утилизируется 1 180 тысяч кубометров мусора из трёх районов города. Расширение (открытие 4-й и 5-й очередей) полигона позволит использовать его ещё минимум 5 лет. На его месте находился овраг, поэтому полигон не выглядит как насыпной холм, а скорее как "перепаханное поле. Однако данные об экологическом мониторинге грунтовых вод вниз по течению от полигона отсутствуют.

## Социальная сфера
В советское время в посёлке находилась и процветала свиноводческая ферма. В первые годы после развала СССР ферма закрылась, и большинство жителей посёлка потеряли работу. Со временем закрылись работавшие в посёлке школа, клуб и баня. На сегодняшний день из коммунальных услуг в посёлке работает только электричество.
В посёлке находятся 18 одноэтажных и 1 трёхэтажный дом. Улицы не имеют названий, а дома — номеров, что делает невозможным регистрацию жителей по месту проживания. Единственному трёхэтажному зданию общежития в мае 2009 года присвоен адрес г. Саратов, ул. Гусёлка 2-я, дом. 39. С жильцами заключены договора социального найма, однако в договорах не прописана обязанность наймодателя предоставлять жильцам коммунальные услуги.
В трёхэтажном доме не работает канализация и все стоки льются в подвал.
Многие жители 2-й Гусёлки в связи с отсутствием работы в посёлке и возможности ездить на работу в центральную часть Саратова, работают на Гусельском полигоне. Глава Волжского района Саратова утверждает, что в настоящее время проводится сбор документов для признания посёлка аварийным, расселения жителей и сноса строений, однако сроки в настоящий момент не определены.
В ноябре 2009 года пожарная инспекция проводила проверку на полигоне, после которой сотрудники рассказали жителям посёлка о правилах пожарной безопасности и повесили в домах памятки с телефонами экстренных служб, однако стационарные телефонов в посёлке так и не появилось.
Согласно схеме размещения объектов мелкорозничной сети в Волжском районе, в посёлке должен находиться передвижной объект развозной торговли, однако приобрести продукты в посёлке невозможно и по сей день.

## Транспорт
В посёлок можно добраться маршрутным такси № 1 от улицы Радищева. До 2009 года конечная маршрута была у Кирпичного завода, однако летом 2009 года было принято решение сократить его на 650 метров, до 2-й Гусёлки из-за неудовлетворительного состояния дорожного полотна. Зимой транспорта в посёлок нет. Автобус работает в режиме маршрутного такси, стоимость проезда 10 рублей, льготы отсутствуют. С 2011 года конечная маршрута - Кирпичный завод. Стоимость проезда на 2013 год составляет 14 рублей. В 2020 году Маршрутное такси №1 (финансовыми силами жителей СНТ Факел-85) продлено до "наливной"  Скважина№23, стоимость проезда на лето 2021 года - 30 рублей.

## Администрация
На выборах депутатов Саратовской городской думы третьего созыва в 2005 году посёлок вошёл в 1-й округ Волжского района. Посёлок 2-я Гусёлка относится к судебному участку № 2 Волжского района г. Саратова.